# You Haven't Seen the Last of Me
«You Haven't Seen the Last of Me» — пісня американської співачки та акторки Шер, що стала саундтреком фільму «Бурлеск» та увійшла до альбому «Burlesque: Original Motion Picture Soundtrack» 2010 року. У фільмі «Бурлеск» відбулося повернення Шер у кіно після тривалої перерви, де вона знялася разом з Крістіною Агілерою. Пісню транслювали на радіостанціях сучасної музики для дорослих (adult contemporary music) у США 15 січня 2011 року як перший сингл із альбому-саундтреку, що вийшов на лейблі «RCA Records». Перед своїм випуском, в магазинах iTunes Store 24 листопада 2010 року був доступний для покупки EP з реміксами, що містив танцювальні версії пісні у швидкому темпі. Пісню написала Даян Воррен і спродюсувли її Метт Серлетік та Марк Тейлор, вона була створена як рок-балада.
Після випуску сингл добре прийняла більшість сучасних музичних критиків, які високо оцінили «повернення» Шер та композицію треку. «You Haven't Seen the Last of Me» принесла Воррен премію «Золотий глобус» за найкращу оригінальну пісню на 68-й церемонії вручення цієї нагороди 2011 року та була номінована на найкращу пісню, написану для візуальних медіа, на 54-й церемонії вручення премії «Греммі». 20 січня 2011 року трек посів перше місце в чарті «Billboard» «Hot Dance Club Songs», що зробило Шер єдиною виконавицею, сингли якої посідали перше місце в чарті «Billboard» протягом шести останніх десятиліть поспіль. З моменту випуску «You Haven't Seen the Last of Me» переспівали Джеймс Франко й інші.

## Історія
Було оголошено, що після довгої перерви в акторській кар'єрі Шер повернеться у музичному фільмі «Бурлеск» (2010) із Крістіною Агілерою у головній ролі. Це був перший раз, коли Шер з'явилася на екрані після комедії «Застряг в тобі» (2003). Говорячи про створення фільму, Шер розповіла: «Складніше щось робити. Я так сильно виснажила своє тіло, що дивно, що воно все ще говорить зі мною і слухає, що я кажу. Крім цього, у мене є болі і всюди дискомфорт». Також був представлений альбом-саундтрек: вісім пісень у виконанні Агілери та дві пісні Шер: «Welcome to Burlesque» і «You Haven't Seen the Last of Me». Під час інтерв'ю одному з каліфорнійських журналів Шер прокоментувала «You Haven't Seen the Last of Me»: «Ця пісня для мене мала велике значення. Вона нагадала мені, що мені потрібно якось зрушитися». Також виданню «Fresno Bee» вона казала про запис пісні: «Не те, щоб я зробила це витончено, тому що мене довелося витягувати пинками та криками». У Сполучених Штатах пісня вийшла для сучасних радіостанцій для дорослих (adult contemporary music) 15 січня 2011 року і стала першим синглом із альбому-саундтреку. Для просування пісні лейбл «Almighty» і продюсери Дейв Од та StoneBridge зробили кілька рекламних реміксів. 24 листопада 2010 року, iTunes Store вийшов EP з реміксами, який містив прискорені танцювальні версії треку. Ремікс, зроблений StoneBridge, вийшов як сингл 7 грудня 2010 року. Пісня також увійшла до делюкс-видання 25-го студійного альбому Шер «Closer to the Truth».
З моменту виходу «You Haven Seen the Last of Me», пісню переспівав американський актор Джеймс Франко, співведучий 83-ї церемонії вручення премії «Оскар» (2010). Грегорі Еллвуд із «Hitfix» назвав кавер «відмінним прослуховуванням».

## Композиція
«You Haven't Seen the Last of Me», написана Даян Воррен, є рок-баладою, яка триває 3:30 (три хвилини і тридцять секунд). Складена в тональності фа мінор, вона має темп ларгетто — 62,5 удари на хвилину. Вокал Шер у треку варіюється від низької ноти А-бемоль до високої ноти Ре.

## Оцінки критиків
Оцінка критиками «You Haven't Seen the Last of Me» була позитивною. Джим Фарбер з «New York Daily News» похвалив пісню, назвавши її «шоу-стопером з індивідуальним дизайном», зазначивши «ніщо не применшує розмаху мелодії чи яскравого виступу зірки». Білл Лемп з «About.com» дав позитивний відгук, назвавши її «мега-баладою». Френк Бруні з «The New York Times» прокоментував, що пісня «проголошує, що вона „далека від завершення“». Тіна Мразік з «Associated Content» назвала її «досконалою», а Енн Горнадей з «Washington Post» обрала «You Haven't Seen the Last of Me» та «Bound to You» як дві потужні балади, які «[приземляють] з такою потужною силою». Аліса Леклер з сайту «Movie Buzzers» назвала пісню «піком Шер» протягом усього фільму і сказала, що вона «показує, наскільки важлива Шер як на екрані, так і в музичних чартах, долаючи всі попередні сумніви в тому, що співачка більше не актуальна у свої шістдесят чотири роки». AFP із «The Independent» зазначило, що пісня «має особливу гостроту на цей момент її кар'єри». На 68-й церемонії вручення премії «Золотий глобус» 2011 року «You Haven't Seen the Last of Me» принесла Воррен премію «Золотий глобус» за найкращу оригінальну пісню, а також була номінована на премію «Греммі» у категорії «Найкраща пісня, написана для візуальних медіа».

## Комерційний успіх
20 січня 2011 року «You Haven't Seen the Last of Me» посіла перше місце у чарті «Hot Dance Club Songs», що зробило Шер єдиною виконавицею, сингли якої посідали перше місце в чарті «Billboard» протягом шести останніх десятиліть поспіль. За даними «Billboard», до кінця 2011 року сингл посів 33 місце серед найпопулярніших танцювальних синглів у США. 25 жовтня 2013 пісня провела перший тиждень в австралійському чарті синглів під номером 91.

## Чарти
| Чарт (2010–13)                         | Позиція |
| -------------------------------------- | ------- |
| Австралія (ARIA)                       | 91      |
| США (Global Dance Songs (Billboard))   | 31      |
| США (Hot Dance Club Songs) (Billboard) | 1       |

| Чарт (2011)                           | Позиція |
| ------------------------------------- | ------- |
| США (US Dance Club Songs (Billboard)) | 33      |

## Історія релізу
| Країна     | Дата релізу       | Формат                   | Лейбл                |
| ---------- | ----------------- | ------------------------ | -------------------- |
| Бельгія    | 24 листопада 2010 | Цифровий EP-ремікс       | Warner Bros. Records |
| Канада     | 24 листопада 2010 | Цифровий EP-ремікс       | Warner Bros. Records |
| Данія      | 24 листопада 2010 | Цифровий EP-ремікс       | Warner Bros. Records |
| Фінляндія  | 24 листопада 2010 | Цифровий EP-ремікс       | Warner Bros. Records |
| Франція    | 24 листопада 2010 | Цифровий EP-ремікс       | Warner Bros. Records |
| Німеччина  | 24 листопада 2010 | Цифровий EP-ремікс       | Warner Bros. Records |
| Португалія | 24 листопада 2010 | Цифровий EP-ремікс       | Warner Bros. Records |
| Швеція     | 24 листопада 2010 | Цифровий EP-ремікс       | Warner Bros. Records |
| Іспанія    | 24 листопада 2010 | Цифровий EP-ремікс       | Warner Bros. Records |
| США        | 24 листопада 2010 | Цифровий EP-ремікс       | Warner Bros. Records |
| Бельгія    | 7 грудня 2010     | Цифровий сингл-ремікс    | Warner Bros. Records |
| Німеччина  | 7 грудня 2010     | Цифровий сингл-ремікс    | Warner Bros. Records |
| Іспанія    | 7 грудня 2010     | Цифровий сингл-ремікс    | Warner Bros. Records |
| Норвегія   | 7 грудня 2010     | Цифровий сингл-ремікс    | Warner Bros. Records |
| США        | 7 грудня 2010     | Цифровий сингл-ремікс    | Warner Bros. Records |
| США        | 15 січня 2011     | Adult contemporary-радіо | RCA Records          |